# 横浜市立山内中学校
横浜市立山内中学校（よこはましりつやまうちちゅうがっこう）は、神奈川県横浜市青葉区美しが丘五丁目にある公立中学校。通称山中。校庭は横浜市で3番目に大きい。

## 概要
歴史は古く、近隣校のすすき野中学校やあざみ野中学校などの開校式典もこの学校で行われた。近隣の中学校と比べ校庭が広く、テニスコートもある。第二次世界大戦時、この地には陸軍の溝ノ口演習場があり、兵士の宿舎があった。戦後しばらく、この宿舎の一部を校舎として使用していた。

## 沿革
- 1947年（昭和22年）
  - 4月1日 - 開校
  - 9月20日 - 「父母の会」発足

## 行事
- 入学式
- 体育祭
- 文化祭・合唱コンクール（山内祭）
- PTA祭（P祭）
- 球技大会
- 卒業式

2009年（平成21年）から授業数確保のため、文化祭と合唱コンクールは「山内祭」という1つの行事になった。

## 部活動

### 運動部
- 野球部
- 陸上競技部
- サッカー部
- 剣道部
- バレーボール部
- 男子ハンド部
- 女子ハンド部
- 男子ソフトテニス部
- 女子ソフトテニス部(2019年度からの募集は無し)
- 男子バドミントン部
- 女子バドミントン部
- 男子バスケ部
- 女子バスケ部

### 文化部
- 科学天文部(2018年度より科学部と天文部合併)
- 吹奏楽部
- 演劇部
- 美術部
- 茶道部
- 華道部
- 囲碁将棋部

## この学校出身の有名人
- 飯島洋一（英語版）（セーリング選手）北京オリンピック日本代表
- 遠藤憲一（俳優）
- 長谷川隼（プロサッカー選手）カマタマーレ讃岐MF
- 松井裕樹（プロ野球選手）サンディエゴ・パドレス投手
- 楠本泰史（プロ野球選手）横浜DeNAベイスターズ外野手
- 前田公輝（俳優）

## 主な進学先
2017年度（平成29年度）の高校進学率は100％。2005年度（平成17年度）の学区撤廃以前は横浜北部学区に属していた。進学先の公立高等学校としては、横浜市営地下鉄グリーンライン沿線を含む旧学区立地の高校およびブルーライン沿線の各校。特に市が尾高校・川和高校・元石川高校・生田高校などへの進学が多い。横浜翠嵐高校にも毎年5名程が進学している。